# Israel Military Industries
Israel Military Industries (slovensko Izraelska vojaška industrija; kratica IMI) je vodilna izraelska korporacija na področju oborožitve kopenske vojske in obrambe.

## Najbolj znani proizvodi
- IMI Negev
- IMI Galil
- IMI Galil Sniper
- IMI Desert Eagle
- IMI Tavor